# Костарева, Елена Витальевна
Елена Витальевна Костарева (9 июля 1992, Челябинск) — российская футболистка, полузащитница клуба «Ростов». Выступала за сборную России. Мастер спорта России международного класса (2016).

## Биография
В детстве помимо футбола занималась спортивной гимнастикой и лёгкой атлетикой. В футболе начинала играть в командах мальчиков в г. Снежинск (Челябинская область), затем — в команде «Апекс» (Анапа). Первый тренер — Сергей Петрович Дульдиер.
С 2008 года выступала за краснодарский клуб «Кубаночка». Победительница первого дивизиона России 2009 года. С 2010 года играет в высшей лиге России. Неоднократная финалистка Кубка России (2014, 2015, 2016). Бронзовый призёр чемпионата России 2019 года, выходила на поле в 18 из 20 матчей своего клуба в сезоне. После перешла в «Краснодар», где играла до конца сезона 2024 года. Чемпион России 2022 года, находясь в аренде в «Зените». В январе 2025 года перешла в «Ростов».
Сыграла один матч за молодёжную сборную России. В составе студенческой сборной — серебряный призёр всемирной Универсиады 2015 года. В 2013 году тоже принимала участие на Универсиаде, где россиянки заняли 9-е место.
В национальной сборной России дебютировала 9 февраля 2014 года в товарищеском матче против сборной США (0:7), отыграв первые 63 минуты. Всего в 2014—2017 годах приняла участие в 13 матчах за сборную. В 2020 году вернулась в сборную после трёхлетнего перерыва.